# Monivong Boulevard

Mappa del centro città.

Il Monivong Boulevard (anche Preah Monivong Boulevard o Street 93) è la strada urbana più importante di Phnom Penh. Attraversa la capitale cambogiana da nord a sud ed è intitolata al monarca (Preah) Sisowath Monivong che ha guidato il paese dal 1927 al 1941.

## Percorso
Il boulevard ha inizio dalla rotatoria del ponte Chroy Changvar, a nord del vecchio quartiere francese, e si sviluppa verso sud incrociando tutte le maggiori strade di Phnom Penh. In ordine da nord a sud:
- il Russian Federation Boulevard (St 110) che porta all'aeroporto Internazionale di Phnom Penh
- il Charles de Gaulle Boulevard (St 217) che attraversa la città in diagonale
- il Preah Sihanouk Boulevard (St 274) che porta al Monumento dell'indipendenza
- il Mao Tse Toung Boulevard (St 245)
- il Yothapol Khemarak Phoumin Boulevard (St 271) che funge da circonvallazione al centro città
- il Hun Sen Boulevard per la provincia di Kandal e la NH2
- il Norodom Boulevard (St 41) altra direttrice nord-sud

Lungo il suo percorso la Monivong Boulevard passa davanti alla stazione ferroviaria e vi si affacciano le ambasciate di Francia, Germania, India, Regno Unito, Thailandia e Vietnam. Parallela al Monivong Boulevard si sviluppa l'altra importante arteria cittadina che collega da nord a sud, il Norodom Boulevard che si trova circa 800m ad est per gran parte del tragitto. Agli estremi meridionali le due strade si incrociano con la Norodum che scavalca con un viadotto la Monivong. La St 93 termina al ponte Monivong da cui ha origine la strada nazionale 1 di cui rappresenta la naturale prosecuzione.

## Strade nazionali
Il Monivong Boulevard mette in comunicazione diretta 4 delle maggiori strade nazionali della Cambogia ed tramite il Russian Confederation Boulevard altre due.
- all'incrocio del ponte Monivong hanno origine la strada nazionale 1 e la strada nazionale 2
- il Russian Confederation Boulevard collega alla strada nazionale 3 e alla strada nazionale 4
- alla rotatoria per il ponte Chroy Changvar si collegano la strada nazionale 5 e la strada nazionale 6